# Miriana Mislov
Miriana Mislov, née en 1966, est une scénariste et écrivaine française d’origine yougoslave, dont le nom d'auteur est son matronyme.

## Biographie
Au début des années 1990, elle fonde avec son mari le dessinateur Thierry Guitard une association destinée à promouvoir les arts graphiques, l’écriture et la bande dessinée, qui publie une revue trimestrielle, La Pieuvre, où se côtoient des artistes de la scène graphique underground.
Elle écrit texte du roman graphique La Véritable Histoire de John Dillinger,(éd. Denoël Graphic, 2009), concocté avec son époux. L'ouvrage paraît en même temps que le film de Michael Mann, Public Enemies, un biopic du gangster incarné par Johhny Depp. Dans sa critique du film qu'il juge raté, le journaliste François-Guillaume Lorrain fait en revanche l'éloge du livre conçu par les auteurs français : "(...) il aurait fallu un peu de cette vie fourmillante qu’on retrouve dans le roman graphique que publie Denoël, remarquablement documenté".